# Мета (Міссурі)
Мета (англ. Meta) — місто (англ. city) в США, в окрузі Осейдж штату Міссурі. Населення — 180 осіб (2020).

## Географія
Мета розташована за координатами 38°18′44″ пн. ш. 92°9′56″ зх. д. / 38.31222° пн. ш. 92.16556° зх. д. (38.312259, -92.165626).  За даними Бюро перепису населення США в 2010 році місто мало площу 0,89 км², уся площа — суходіл.

## Демографія
Згідно з переписом 2010 року, у місті мешкало 229 осіб у 96 домогосподарствах у складі 57 родин. Густота населення становила 256 осіб/км².  Було 115 помешкань (129/км²).
Расовий склад населення:
| - 97,8 % — білих |

До двох чи більше рас належало 2,2 %. Частка іспаномовних становила 0,4 % від усіх жителів.
За віковим діапазоном населення розподілялося таким чином: 24,9 % — особи молодші 18 років, 62,9 % — особи у віці 18—64 років, 12,2 % — особи у віці 65 років та старші. Медіана віку мешканця становила 35,5 року. На 100 осіб жіночої статі у місті припадало 112,0 чоловіків;  на 100 жінок у віці від 18 років та старших — 107,2 чоловіків також старших 18 років.
Середній дохід на одне домашнє господарство  становив 49 004 долари США (медіана — 39 688), а середній дохід на одну сім'ю — 62 786 доларів (медіана — 51 250). За межею бідності перебувало 13,9 % осіб, у тому числі 25,0 % дітей у віці до 18 років та 0,0 % осіб у віці 65 років та старших.
Цивільне працевлаштоване населення становило 117 осіб. Основні галузі зайнятості: освіта, охорона здоров'я та соціальна допомога — 20,5 %, виробництво — 17,1 %, публічна адміністрація — 11,1 %, будівництво — 10,3 %.